# Бібіков Борис Володимирович
Бори́с Володи́мирович Бі́біков (рос. Бори́с Влади́мирович Бибиков; 9 (22) липня 1900, Серпухов, Московська губернія, Російська імперія — 5 листопада 1986, Душанбе, Таджицька РСР, СРСР) — радянський російський актор театру і кіно, театральний режисер, театральний педагог. Заслужений діяч мистецтв РРФСР (1947). Лауреат Сталінської премії III ступеня (1950). Заслужений діяч мистецтв Таджицької РСР (1964).

## Життєпис
Народився 9 (22) липня 1900 в Серпухові. З дитинства захоплювався театром, займався в студії М. О. Чехова. Творчу діяльність розпочав у 1922 році як актор у 1-й Студії МХТ. У цій студії Бібіков зустрівся з О. І. Пижовою, що стала згодом його дружиною. Працював режисером-асистентом в Московському театрі Революції (згодом — Театр імені Маяковского), брав участь у постановці вистави «Людина з портфелем» О. Файко (1928, режисер О. Д. Дикий). З 1935 в різних театрах ставив спектаклі спільно з Пижовою: «Казка» М. А. Свєтлова (1938, Московський театр для дітей), «Приборкання норовливої» В. Шекспіра (1943, Казахський театр драми, м. Алма-Ата), «Нашестя» Л. М. Леонова (1946, Московський театр імені Моссовєта), «Я хочу додому» С. В. Михалкова (1948, Центральний дитячий театр), «Снігова королева» за Г. К. Андерсеном (1949, Центральний дитячий театр), «Двадцять років потому» Свєтлова (1956, Центральний дитячий театр).
«Приборкання норовливої», спільна робота Бібікова і Пижової з казахськими акторами Х. Букеєвою, Ш. Аймановим, С. Кожамкуловим, стала етапною і для казахського театру, і в творчості самих режисерів.
З 1934 Бібіков вів педагогічну роботу в ГІТІСі ім. А. В. Луначарського (нині РАТІ). Під керівництвом Бібікова і Пижової в ГІТІСі з 1934 по 1971 було випущено 11 національних студій і 2 російські курси, здійснено понад 50 вистав тощо, багато з яких увійшли до репертуару національних театрів. У ВДІКу (з 1942) Бібіков і Пижова випустили 6 курсів-майстерень і поставили 10 дипломних вистав. Серед учнів Бібікова — В'ячеслав Тихонов, Руфіна Ніфонтова, Нонна Мордюкова, Леонід Куравльов, Надія Румянцева, Майя Булгакова, Катерина Савінова, Тамара Носова, Софіко Чіаурелі, Хашим Гадоєв, Махмуджан Вахідов та інші. На основі підготовлених Бібіковим національних студій створені Театр ім. Станіславського у місті Нукусі (Каракалпацька Республіка, випуск 1939), ТЮГ в Ашхабаді (Туркменістан, випуск 1963–1964), Таджицький Державний молодіжний театр в Душанбе (випуск 1970).
Переконаний послідовник «системи Станіславського», Бібіков суто індивідуально підходив до кожного майбутнього художника, пробуджував у них смак до характерності, уяву. З появою учнів Бібікова на таджицькій сцені почалося активне формування виконавських принципів, які увібрали в себе національні художні традиції і досягнення театрального мистецтва інших народів. Серед його учнів — Марьям Ісаєва, Хабібулло Абдуразаков, Мукаррама Камалова та інші.
У 1978 Бібіков переїхав в Душанбе, протягом чотирьох років викладав у Таджицькому Державному інституті мистецтв імені М. Турсун-Заде. Знімався в кіно.
Помер Бібіков в Душанбе 5 листопада 1986 року.

## Ролі в кіно
- 1942 — Бойова кінозбірка «Наші дівчата» (Тихон Петрович)
- 1942 — «Котовський» (пан в театрі)
- 1951 — «Незабутній 1919 рік» (полковник Зейдліц)
- 1953 — «Кораблі штурмують бастіони» (Спенсер Сміт)
- 1957 — «Ластівка» (епізод; Київська кіностудія)
- 1957 — «Розповіді про Леніна» (Половцев)
- 1957 — «Сторінки минулого» (генерал; Одеська кіностудія)
- 1960 — «Повість полум'яних літ» (Фон Бреннер)
- 1961 — «Ніч без милосердя» (Хегберд)
- 1962 — «Приходьте завтра...» (Олександр Олександрович Соколов; Одеська кіностудія)
- 1963 — «Повернення Вероніки» (епізод; Кіностудія ім. О. Довженка)
- 1963 — «Стежки-доріжки» (Калістрат Калистратович; Кіностудія ім. О. Довженка)
- 1964 — «Все для Вас» (Дукельський)
- 1965 — «Двадцять шість бакинських комісарів» (російський генерал)
- 1965 — Кіножурнал «Фітіль»: «Підступність і кохання» (к/м; Руденко)
- 1965 — «До уваги громадян та організацій» (епізод; Кіностудія ім. О. Довженка)
- 1967 — «Берег надії» (професор Шервуд; Кіностудія ім. О. Довженка)
- 1967 — «Майор Вихор» (генерал Нойбут)
- 1967 — «Софія Перовська» (голова суду)
- 1968 — «Десята частка шляху» (Данилевич)
- 1969 — «Ніч перед світанком»
- 1970 — «Зірки не гаснуть» (полковник)
- 1973 — «Справи сердечні» (Микола Миколайович)
- 1974 — «Фронт без флангів» (дідусь Міші)

## Нагороди
- Заслужений діяч мистецтв РРФСР (1947)
- Лауреат Сталінської премії (1950)
- Заслужений діяч мистецтв Башкирської АРСР (1959)
- Заслужений діяч мистецтв Таджицької РСР (1964)
- Заслужений артист Кара-Калпацької АРСР (1967)